# Charing Cross Road
Charing Cross Road – ulica w londyńskiej dzielnicy Westminster. Jej początek znajduje się przy kościele St Martin-in-the-Fields, stojącego w północno-wschodnim rogu Trafalgar Square, a koniec na St Giles Circus (skrzyżowanie z Oxford Street). Nazwa pochodzi od znajdującej się w pobliżu stacji kolejowej Charing Cross.
Ulica powstała w związku z budową Shaftesbury Avenue na mocy ustawy parlamentu z 1877 roku, obie ulice zostały otwarte w latach 1886-1887. Miały one ulepszyć komunikację w centralnym Londynie, m.in. w związku z otwarciem stacji Charing Cross w 1864 roku. Architektem odpowiedzialnym za wyznaczenie trasy ulicy był George Vulliamy.
Charing Cross Road słynie ze znajdujących się przy niej specjalistycznych księgarni i antykwariatów, skupionych głównie w rejonie stacji metra Leicester Square. W północnej części ulicy, pomiędzy Cambridge Circus a Oxford Street, znajdują się księgarnie o charakterze ogólnym, takie jak Foyles i Blackwell's.
Dojazd do ulicy zapewniają stacje metra: Tottenham Court Road, Charing Cross i Leicester Square.

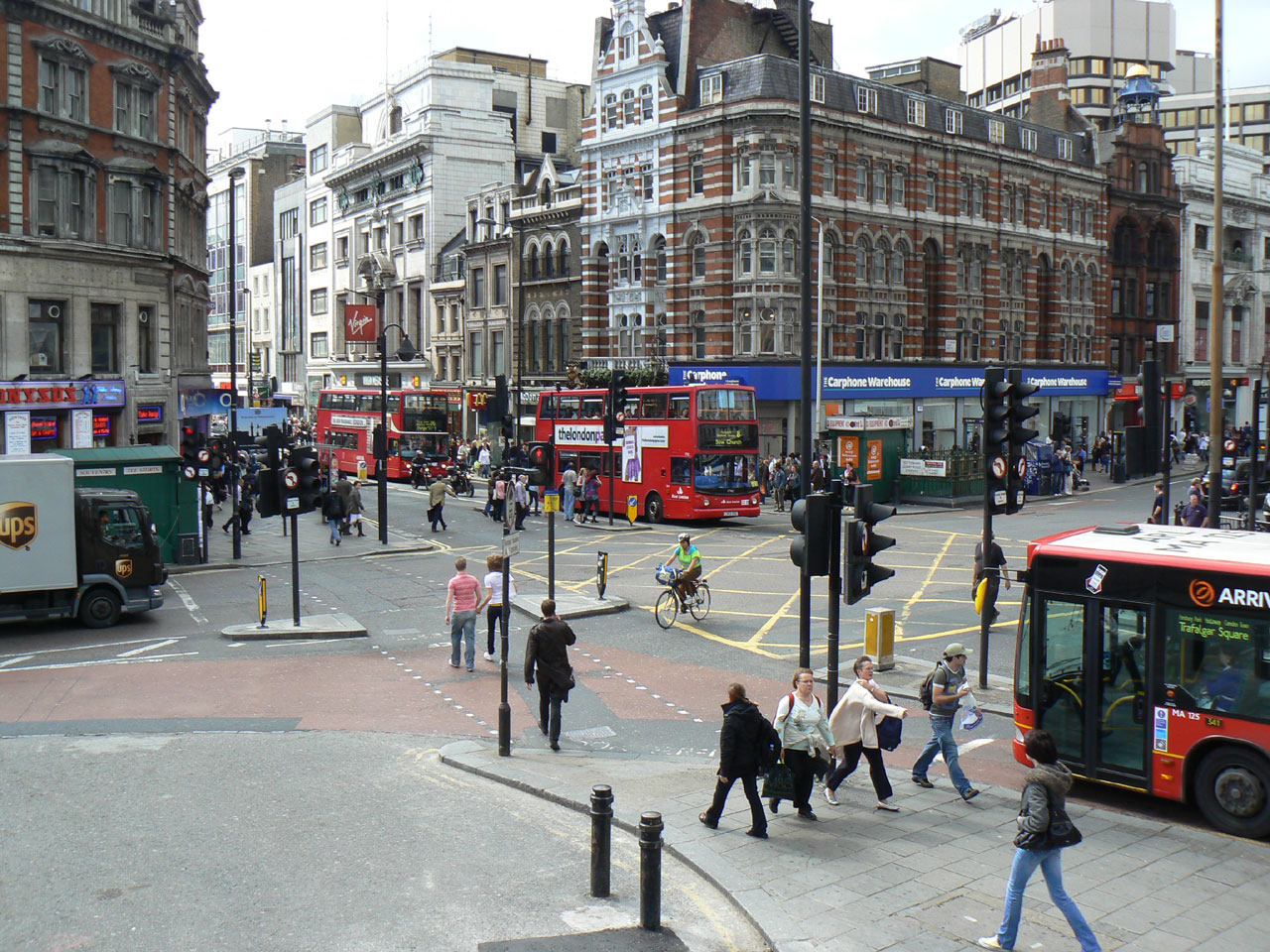
Północne zakończenie ulicy
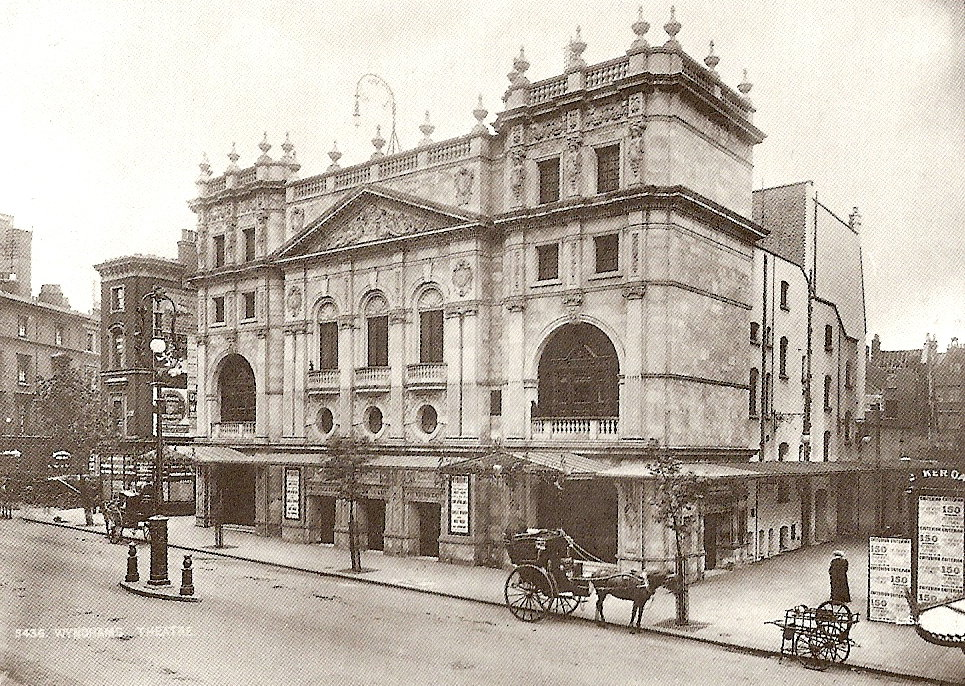
W 1900
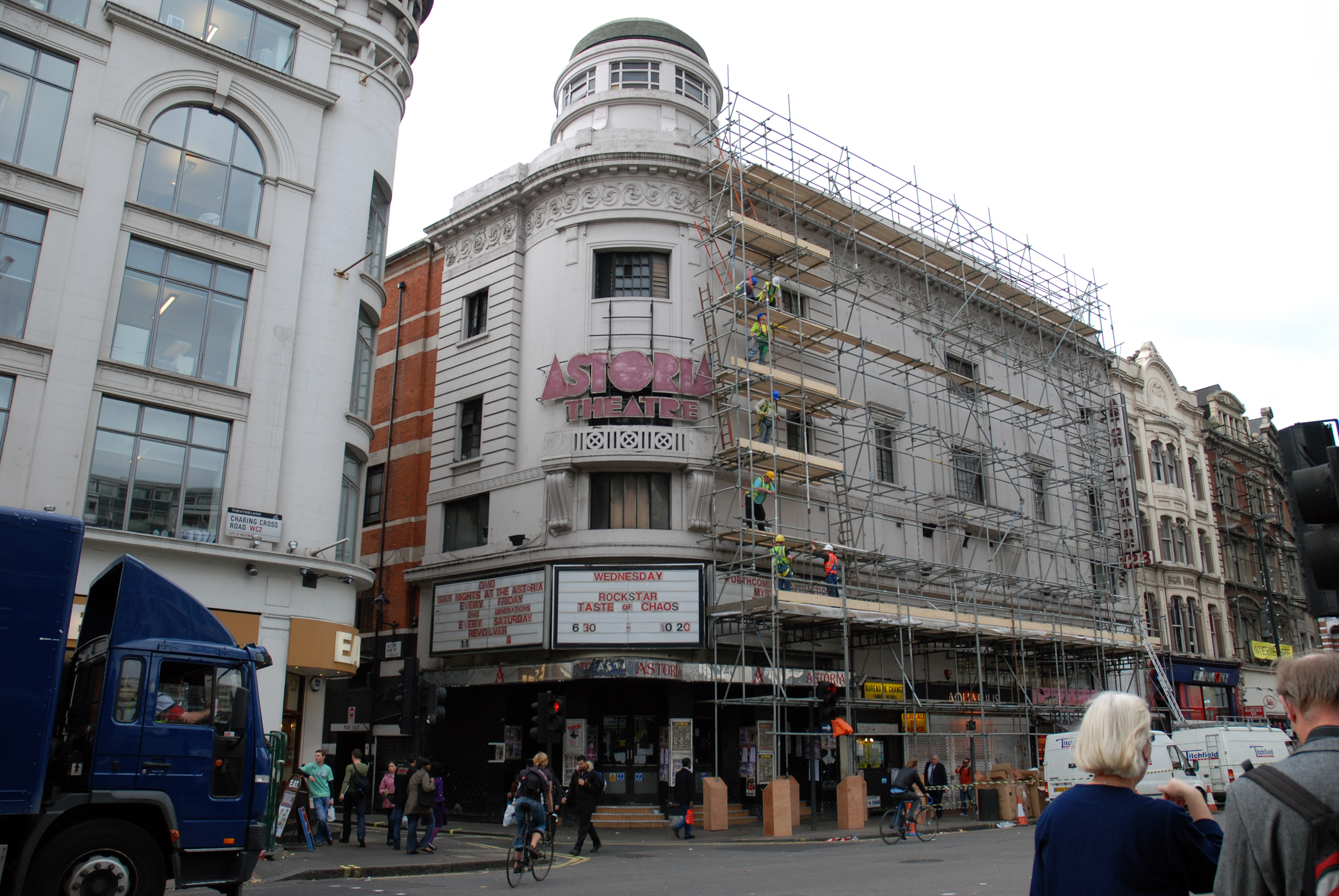
Astoria przed wyburzeniem (zdjęcie historyczne)
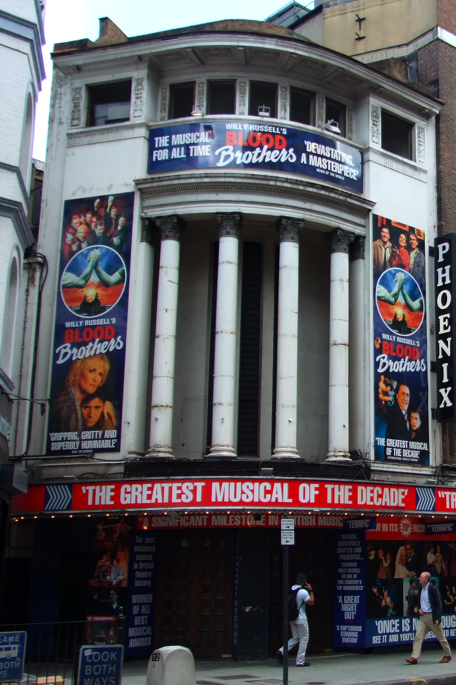
Phoenix Theatre
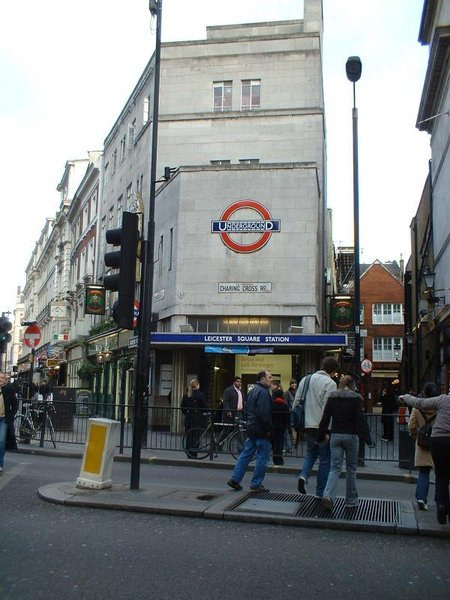
Stacja metra
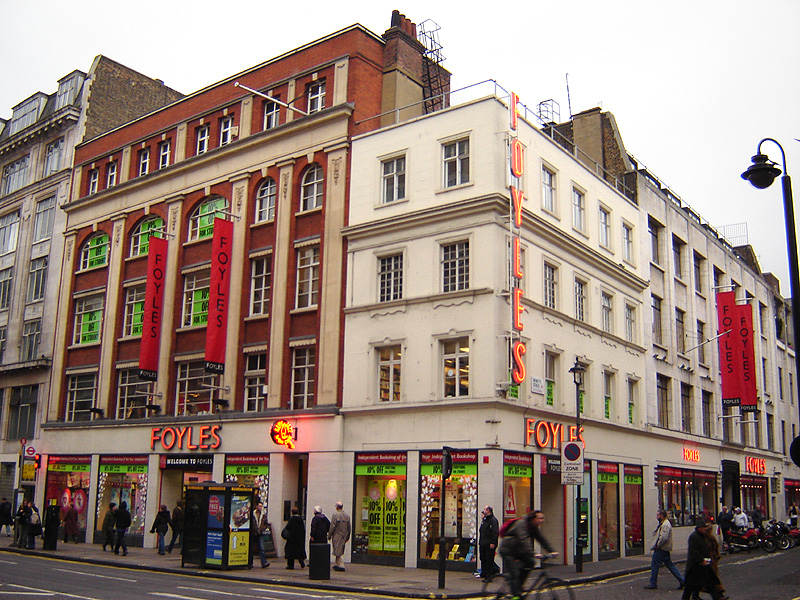
Księgarnia Foyles (zdjęcie historyczne, 2006)
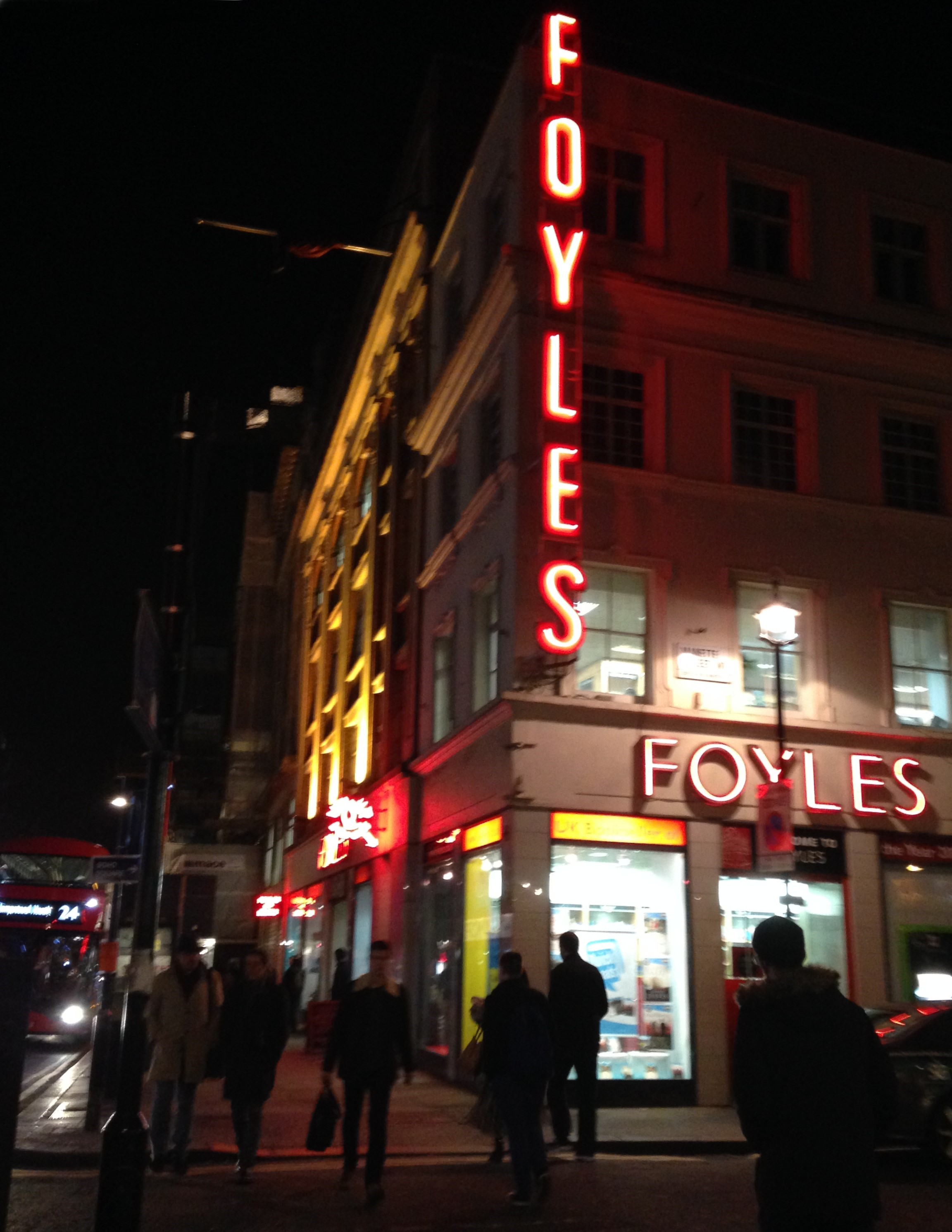
Nocą (zdjęcie historyczne, 2014) Budynek wyburzono w 2017
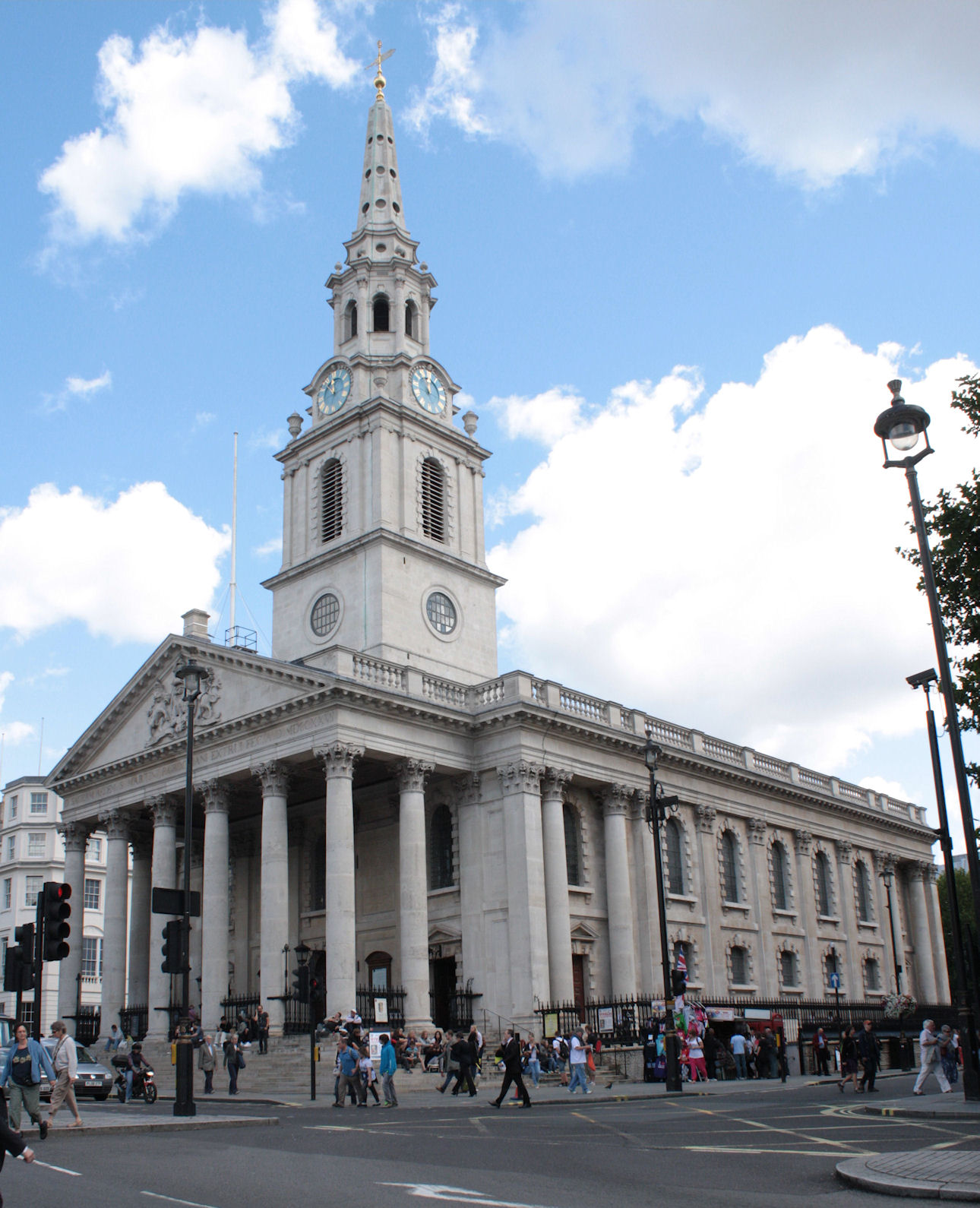
Tu ulica kończy się na południu

## W kulturze
Długoletnia korespondencja pomiędzy nowojorską pisarką Helene Hanff, a antykwariuszem księgarni Marks&Co. była inspiracją dla powstania książki zatytułowanej 84, Charing Cross Road. W 1987 roku powstał film na jej podstawie, w którym zagrali: Anthony Hopkins i Anne Bancroft.
W książkach o Harrym Potterze przy Charing Cross Road znajdował się pub Dziurawy Kocioł.